# Storyboard Media
Storyboard Media es una productora y distribuidora de cine chilena fundada por Carlos Núñez y Gabriela Sandoval en 2010. Sus fundadores también son los creadores y responsables del SANFIC (Santiago Festival Internacional de Cine).

## Películas

### Producción
- Iglú (2013) Diego Ruiz
- El crítico (2013) Hernán Guerschuny
- La mujer de barro (2015) Sergio Castro San Martín
- El pacto de Adriana (2017) Lisette Orozco
- El Guru (2019) Rory Barrientos
- Pacto de fuga (2020) David Albala
- El Negro (2020) Sergio Castro San Martín
- Santiago, Italia (2018) Nanni Moretti
- El cielo está rojo (2020) Francina Carbonell
- Quizás es cierto lo que dicen de nosotras (2023) Camilo Becerra y Sofía Paloma Gómez

### Distribución
- Gringo Rojo
- Fragmentos de Lucía
- El Tila: Fragmentos de un psicópata
- Camaleón
- Nunca vas a estar solo
- La mentirita blanca
- El diablo es magnífico
- La última vedette
- Sapo
- La novia del desierto
- Los versos del olvido
- Reinos
- Trastornos del sueño
- Dry Martina
- Cola de mono
- Tarde para morir joven
- Ella es Cristina
- Perro bomba
- El príncipe
- Vendrá la muerte y tendrá tus ojos
- Piola
- Blanco en blanco
- El viaje de Monalisa
- Mosca
- Un lugar llamado dignidad
- Vera de Verdad
- De la noche a la mañana
- Las mujeres de mi casa
- Matar a la bestia
- Cazadora
- Run Over
- Allanamiento
- Penal Cordillera
- Las demás
- Historia & Geografía
- Los Hiperbóreos
- Patio de chacales
- Denominación de origen